# Rodhainiella
Rodhainiella is een geslacht van wantsen uit de familie van de Reduviidae (Roofwantsen). Het geslacht werd voor het eerst wetenschappelijk beschreven door Henri Schouteden in 1913.

## Soorten
Het genus bevat de volgende soorten:

- Rodhainiella katangensis Schouteden, 1913
- Rodhainiella pallida Miller, 1950